# Jimmy Blythe
Pour les articles homonymes, voir Blythe.
Cet article possède un paronyme, voir James Blyth.
James Louis Blythe (20 mai 1901 - 14 juin 1931) est un pianiste et compositeur américain de jazz et de boogie-woogie. Blythe est connu pour avoir enregistré jusqu'à 300 rouleaux de piano, et sa chanson Chicago Stomp est considérée comme l'un des premiers exemples de musique boogie-woogie à être enregistrée.

## Biographie
Blythe est né à South Keene, comté de Jessamine, dans le Kentucky, fils de Richard et Rena Blythe, d'anciens esclaves devenus métayers. Il est le plus jeune d'une famille de cinq enfants et s'intéresse au piano après avoir observé des joueurs de ragtime locaux. En 1917, il s'installe à Chicago où il travaille dans la Mavis Talcum Powder Company et étudie les rudiments du piano, jouant sous la tutelle du chef d'orchestre Clarence M. Jones, qui rencontre un certain succès en tant qu'arrangeur. Bien que la vie de Blythe entre 1919 et 1922 soit obscure, on suppose qu'il commence à préparer des compositions dans le studio d'enregistrement de Jones et se produit dans des clubs de musique voisins.
Au début de 1922, Blythe est embauché par la Columbia Music Roll Company pour enregistrer des rouleaux de piano mécanique et les premiers nickelodéons. Modelant une partie de son style d'après les enseignements de Jones, il applique l'octave et la basse boogie-woogie de plus en plus populaires, avec des breaks rythmiques distinctifs, à pas moins de 300 enregistrements crédités pour Columbia et plus tard Capitol, lorsque la société est réorganisée en 1924. L'écrivain Bill Edwards fait remarquer que, malgré les limites des rouleaux de piano, Blythe « est capable de reprendre des chansons populaires simples pour en tirer une performance intéressante en peu de temps. Beaucoup d'entre elles sont issues d'une simple partition et développées pour inclure des riffs de blues, des basses stride ou boogie-woogie, et même des figures de pseudo-novelty. Des musiciens autour de Chicago et au-delà travaillent à imiter son style attachant alors que sa renommée grandi ».
En avril 1924, Blythe entre en studio avec le co-auteur Alex J. Robinson pour enregistrer pour Paramount. L'une des chansons, Chicago Stomp, devient le titre le plus populaire de Blythe et fait de lui l'un des tout premiers pianistes de boogie-woogie à être enregistrés. On dit également que son Jimmie Blues de 1925 aurait influencé le travail de Clarence "Pine Top" Smith et d'Albert Ammons,. Blythe enregistre avec ses propres groupes de studio, notamment les Blythe's Sinful Five, Jimmy Blythe and his Ragamuffins, et Blythe's Washboard Band, qui comprennent généralement le clarinettiste Jimmy O'Bryant. Il accompagne Johnny Dodds, Ma Rainey et Jimmy Bertrand pour des sessions d'enregistrement, et fait des duos avec Buddy Burton et Charlie Clark. Dans certains cas, lorsqu'il écrit des chansons avec Robinson et d'autres musiciens tels que Trixie Smith, il utilise les pseudonymes de « Duke Owens » et « George Jefferson ».
En 1930, Blythe diminue considérablement son activité d'enregistrement, apparaissant sur deux morceaux des Knights of Rest, le groupe de Robinson. Il vit avec sa sœur et son mari lorsqu'il contracte une méningite. Blythe meurt le 14 juin 1931 à l'âge de 30 ans,.